# Chaussy (Loiret)
Chaussy ist eine französische Gemeinde mit 274 Einwohnern (Stand 1. Januar 2022) im Département Loiret in der Region Centre-Val de Loire. Sie gehört zum Arrondissement Pithiviers und zum  Kanton Pithiviers.
Sie grenzt im Nordwesten an Toury, im Norden an Outarville, im Osten an Bazoches-les-Gallerandes, im Süden an Oison und im Westen an Tivernon.

## Bevölkerungsentwicklung
| Jahr      | 1962 | 1968 | 1975 | 1982 | 1990 | 1999 | 2008 | 2018 |
| --------- | ---- | ---- | ---- | ---- | ---- | ---- | ---- | ---- |
| Einwohner | 338  | 329  | 281  | 245  | 248  | 274  | 338  | 305  |